# Grotte de Milarépa
La grotte de Milarépa est une grotte où le grand philosophe bouddhiste tibétain Milarépa (1052-1135), a passé de nombreuses années de sa vie au XIe siècle, à 11 km au nord de la ville de Nyalam (Tsongdu), au-dessous de la route et de la rivière Matsang dans le comté de Nyalam au Tibet.